# Vincent Alexander Bochdalek
Vincent Alexander Bochdalek (Litoměřice, 1801 – Praga, 3 febbraio 1883) è stato un anatomista e patologo boemo.
Il nome è stato anche dato come Vincenc e Vincenz. Vincent Alexander Bochdalek è stato eletto membro dell'Accademia tedesca delle scienze Leopoldina.

## Biografia
Bochdalek è nato a Litoměřice . Ha conseguito il dottorato nel 1833 a Praga, dove è stato in seguito professore di anatomia per diversi decenni. Si ritirò nel 1874, stabilendosi a Litoměřice e successivamente morendo a Praga. Suo figlio, Victor Bochdalek (1835-1868), divenne un importante medico a pieno titolo.

## Eponimi associati
- Cisti di Bochdalek : una cisti congenita alla radice della lingua.
- Cesto di fiori di Bochdalek : parte del plesso coroideo del quarto ventricolo che sporge attraverso la borsa laterale (recessus lateralis) del quarto ventricolo (forame di Luschka).
- Il forame di Bochdalek : un'apertura difettosa congenita attraverso il diaframma, che collega le cavità pleuriche e peritoneali.
- Il ganglio di Bochdalek : un ganglio di nervo dentale nella mascella ( mascella ) sopra la radice dei denti canini.
- Ernia di Bochdalek : ernia diaframmatica congenita che consente la sporgenza dei visceri addominali nel torace.
- Il triangolo di Bochdalek : il triangolo lombo-costale, una fessura a forma di triangolo nella piastra muscolare tra la parte lombare o sternale del diaframma e la dodicesima costola.
- Valvola di Bochdalek : una piega di membrana nel dotto lacrimale vicino al punctum lacrimale. Un altro nome per questa struttura è valvola di Foltz; prende il nome dall'oftalmologo francese Jean Charles Eugène Foltz (1822-1876).